# Кристоф фон Лайнинген-Вестербург
Кристоф фон Лайнинген-Вестербург (на немски: Christopher von Leiningen-Westerburg; * 30 септември 1575; † 1635) е граф на Лайнинген-Вестербург.
Той е третият син на граф Георг I фон Лайнинген-Вестербург (1533 – 1586) и съпругата му Маргарета фон Изенбург-Бирщайн (1542 – 1613), вдовица на граф Балтазар фон Насау-Висбаден-Идщайн (1520 – 1568), дъщеря на граф Райнхард фон Изенбург-Бюдинген-Бирщайн и Елизабет фон Валдек-Вилдунген. Внук е на граф Куно II фон Лайнинген-Вестербург (1487 – 1547) и Мария фон Щолберг-Вернигероде (1507 –1571). Брат е на граф Филип Якоб фон Лайнинген-Вестербург (1572 – 1612) и граф Райнхард III (1574 – 1655).

## Фамилия
Кристоф се жени на 25 август 1601 г. за Анна Мария Унгнад, фрайин фон Вайсенволф (* 29 септември 1573; † 1606), дъщеря на фрайхер Симеон Унгнад фон Зонег († 1603/1607) и Катарина фон Плесе († 1581/1606). Те имат една дъщеря:
- Маргарета Елизабет фон Лайнинген-Вестербург (1604 – 1667), омъжена 1622 г. за ландграф Фридрих I фон Хесен-Хомбург (1585 – 1638)

През 1611 г. Кристоф се жени втори път за графиня Филипа Катарина Валпургис фон Вид (* ок. 1595; † 1647), дъщеря на граф Вилхелм IV фон Вид и Йохана Сибила фон Ханау-Лихтенберг. Те имат децата: 
- Йохана Сибила († 1655)
- Магдалена Елизабет (* 1613)
- Амалия
- Мария († 1618)
- Катарина († 1618)
- Филип Лудвиг (1617 – 1637), граф на Лайнинген-Вестербург, женен 1636 г. за графиня Мария Юлиана фон Лайнинген-Вестербург (1616 – 1657)
- Юлиана Валпургис, омъжена 1660 г. за фрайхер Додо Мориц фон Инхаузен-Книпхаузен (1626 – 1703)
- Маргарета (1617 – 1622)
- Анна София († 1632)
- Георг Вилхелм (1619 – 1695), граф на Лайнинген-Вестербург, женен 1644 г. за графиня София Елизабет фон Липе-Детмолд (1626 – 1688), дъщеря на граф Симон VII фон Липе
- Юлиана Катарина
- Урсула